# Uxantis bipunctata
Uxantis bipunctata är en insektsart som beskrevs av Schmidt 1928. Uxantis bipunctata ingår i släktet Uxantis och familjen Flatidae. Inga underarter finns listade i Catalogue of Life.